# Curvularia capsici
Curvularia capsici är en svampart som först beskrevs av Hiroë & N. Watan., och fick sitt nu gällande namn av Munt.-Cvetk. 1957. Curvularia capsici ingår i släktet Curvularia och familjen Pleosporaceae.   Inga underarter finns listade i Catalogue of Life.